# オッペンハイマー・ダイヤモンド
オッペンハイマー・ダイヤモンド（英語: Oppenheimer Diamond）は、ほぼ完璧に形成された253.7カラット (50.74 g) の黄色のダイヤモンド結晶である。世界最大のアンカットダイヤモンドの1つであり、寸法は約20 × 20ミリメートル。1964年に南アフリカ、キンバリーにあるデュトアパン鉱山で発見された。ハリー・ウィンストンが購入し、アーネスト・オッペンハイマーを追悼してスミソニアン博物館に寄贈した。

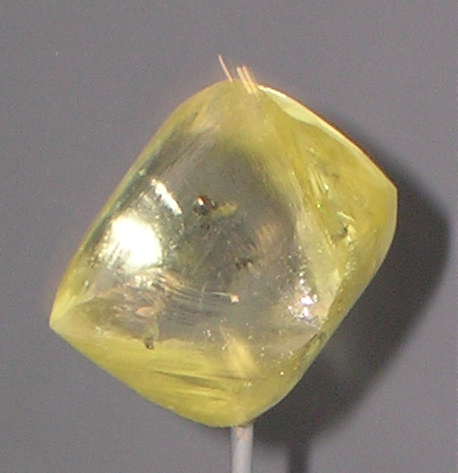
オッペンハイマー・ダイヤモンド
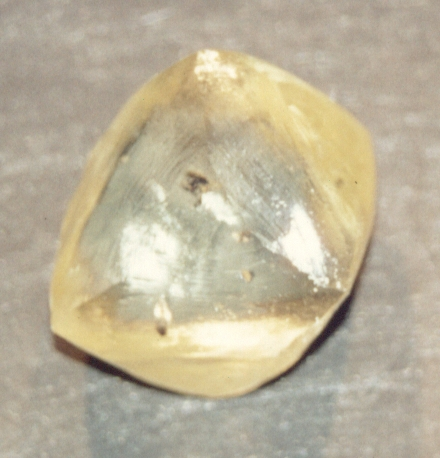